# Georg Zoch
Georg Zoch (2 de setembro de 1902 — 31 de março de 1944) foi um roteirista e diretor alemão.
Zoch trabalhou em uma série de filmes de propaganda nazi, incluindo seu roteiro para Die Degenhardts (1944).